# 1464 en littérature
| Années de la littérature : 1461 - 1462 - 1463 - 1464 - 1465 - 1466 - 1467    |
| Décennies de la littérature : 1430 - 1440 - 1450 - 1460 - 1470 - 1480 - 1490 |

Cet article présente les faits marquants de l'année 1464 en littérature.

## Évènements
- 16 mai : à Venise, le Conseil des Dix condamne le noble Ludovic Contarini à avoir la main droite tranchée pour avoir écrit deux pamphlets injuriant le doge et l’État[1].

- Les imprimeurs allemands Arnold Pannartz et Konrad Sweynheim s'installent à Subiaco près de Rome et introduisent l’imprimerie en Italie[2].

## Parutions
- 31 août : Jehan Lagadeuc achève la rédaction d'un dictionnaire trilingue breton-français-latin appelé Catholicon, publié en 1499. C'est à la fois le premier dictionnaire de breton et le premier dictionnaire de français au monde[3].

- Recueil des histoires de Troie de Raoul Lefèvre[4].
- Comparatio Aristotelis et Platonis; pamphlet contre Platon de Georges de Trébizonde. Bessarion lui répond par l' in calumniatorem Platonis en 1469[5].
- La complainte de Grèce de Jean Molinet[6].

## Théâtre
- Le mistere du tres glorieux martir monsieur sainct Christofle par personnages, représenté à  Compiègne[7].

## Naissances
- 5 avril : Antonio Alamanni, poète italien de Florence, mort le 2 mars 1528.

## Décès
- 12 janvier : Thomas Ebendorfer, religieux autrichien, universitaire et chroniqueur, né le 10 août 1388.
- 1er août : Nicolas de Cues, théologien, philosophe et humaniste allemand, né en 1401.
- 12 août : John Capgrave (en), théologien scholastique et historien anglais, né le 21 avril 1393.
- 15 août : Pie II (Æneas Sylvius), pape, humaniste et écrivain italien, né le 18 octobre 1405.
- 26 septembre : Benedetto Accolti, jurisconsulte et historien italien, né en 1415.
- Vers 1464 : Giovanni della Grossa, chroniqueur corse, né le 11 décembre 1388.